# Casele Băniei
Casele Băniei este un monument istoric aflat pe teritoriul municipiului Craiova.
Reședința Banilor și Marilor Bani ai Craiova se menține impunătoare, deși a suferit transformări în decursul istoriei. În forma actuală Casele Băniei au fost ridicate de Constantin Brâncoveanu în 1699, pe locul unei clădiri mai vechi ce fusese reședința Banilor, Marilor Bani și a lui Mihai Viteazul. La rândul ei clădirea fusese ridicată în locul reședinței marilor boieri Craiovești, descendenți direcți al lui Basarab Întemeietorul; actuala clădire în stil brâncovenesc, păstrează încă o parte din beciurile clădirii inițiale. 
În urma tratatului de pace de la Pasarowitz prin care Oltenia și Banatul erau cedate de turci către austrieci, aceștia își stabilesc cartierul general în apropierea locului, plănuind chiar, ca și în multe orașe transilvănene,  construirea unei cetăți pe promontoriul din apropiere. Austriecii nu apucă să-și ducă planul la capăt, iar în 1739, după Pacea de la Belgrad, părăsesc definitiv Oltenia pe care o cedează imperiului Otoman. Tot în 1739 Murtaza Pașa își stabilește cartierul în Casele Băniei. Nici otomanii și nici domnia de la București nu-și pot exercita efectiv puterea în Oltenia,iar Casele Băniei ajung gazda administrației orașului. La 1750 Grigore Ghica al II-lea dăruiște casa Episcopiei Râmnicului, care o repară, o mărește și o transformă în locuință episcopală. În 1810-1811 episcopul Nectarie al Râmnicului a cedează casele Smarandei Oteteleșanu. La 1885 au fost date în administrarea Ministerului Instrucțiunii, iar în 1933 acesta le cedează Primăriei din Craiova cu condiția ca în ele să funcționeze mai departe Arhivele Statului. Tot în 1933 încep lucrările de restaurare după planurile Comisiei Monumentelor Istorice.